# Cinéma finlandais
 (janvier 2020).
Si vous disposez d'ouvrages ou d'articles de référence ou si vous connaissez des sites web de qualité traitant du thème abordé ici, merci de compléter l'article en donnant les références utiles à sa vérifiabilité et en les liant à la section « Notes et références ».

Le cinéma finlandais a une longue histoire, avec les premières projections publiques qui ont commencé presque aussitôt que la technologie cinématographique moderne a été inventée : la première projection au monde a eu lieu en 1895, et en Finlande en 1896.
Il a fallu plus d'une décennie avant que le premier film finlandais soit produit et projeté en 1907. Après ces premiers pas du cinéma finlandais, les progrès ont été très lents. Après 1907, il y a deux périodes (1909-1911 et 1917-1918) où aucun film finlandais n'a été produit. Cela était dû en partie à la situation politique de l'époque, car la Finlande avait un statut de partie autonome de la Russie et était donc influencée par la situation politique mondiale. Les premiers films consistaient en des courts documentaires mais aussi des longs métrages, avec des réalisateurs et des acteurs venant souvent du théâtre. Dans les années 1930, les cinéastes plus industriels sont arrivés, et dans les années 1940 de nombreux films ont reçu jusqu'à 1 000 000 de spectateurs. La popularité auprès du public a continué jusqu'à la fin des années 1950. Ces décennies de succès ont été appelées l'âge d'or du cinéma finlandais. Après la restructuration des années 1960 et l'arrivée de la télévision, le nombre de spectateurs s'est effondré, mais après la fin des années 1990, influencé par la nouvelle génération de cinéaste, il connait de nouveau un regain de popularité.
Durant les années 2000, le cinéma finlandais se porte bien, certains films et cinéastes remportent un succès mondial et de nombreux films reçoivent une bonne réponse du public et des critiques. De nos jours, environ 15 à 20 longs métrages finlandais sont produits chaque année et le cinéma finlandais acquiert de nouvelles formes d'influence mondiale, telles que le cinéma d'action et le wuxia.
La production cinématographique finlandaise dépend énormément du soutien public et, en finançant les longs métrages, la Fondation du film finlandais (fi) s'est beaucoup impliquée. Les récompenses les plus importantes de l'industrie cinématographique en Finlande sont les Jussis, décernés depuis 1944. Dans la foulée des critiques, le pays fait en même temps connaître une riche tradition cinématographique, avec plus de mille longs-métrages à son actif depuis la genèse du cinéma finlandais. La majorité des salles de cinéma finlandaises appartiennent à la société Finnkino.
L'un des pionniers du cinéma finlandais est le réalisateur, scénariste et producteur de cinéma Erkki Karu.
Internationalement, les figures majeures sont les frères Aki et Mika Kaurismäki depuis les années 1980. Les réalisations d'Aki sont particulièrement reconnues et ont obtenu de nombreuses récompenses internationales, comme L'Homme sans passé, notamment lauréat du Grand prix du Festival de Cannes en 2002.

## Histoire
Le Grand-duché de Finlande (1809-1917), issu de l'éclatement du royaume de Suède-Finlande, est une dépendance, réputée autonome, de l'Empire russe, tout comme le bref Royaume de Finlande (1917-1919). Le pays compte environ un million d'habitants vers 1810 et trois vers 1914, et cinq vers 2000), parlant très majoritairement finnois, langue marginalisée par les minorités influentes utilisant alors le russe, le suédois et l'allemand. 
Dès les années 1820, un premier éveil national, mouvement fennomane, favorable entre autres à l'usage de plus en plus important de la langue finnoise (administrations, justice, éducation) suscite des réactions, dont celles du mouvement svecomane, des élites, des Églises puis de l'Empire russe, jusqu'aux tentatives de russification de la Finlande (1899-1905 et 1908-1917), au mouvement Suomalaisuuden Liitto (1906) et à l'indépendance de la Finlande (1917).

### Jalons historiques pour le XXe siècle
- Royaume de Finlande (1917-1919) (et gouvernement de Vasa et de Kuopio)
- Guerre civile finlandaise (1918), République socialiste des travailleurs de Finlande (1918)
- Première période de la république de Finlande (1919-1939)
- République démocratique finlandaise (1939-1940) et République socialiste soviétique autonome de Carélie (1923-1940 et 1956-1991)
- République socialiste soviétique carélo-finnoise (1940-1956)
- Seconde Guerre mondiale : guerre d'Hiver (1939-1940), Grande Trêve (1940-1941), Opération Barbarossa (1941), guerre de Continuation (1941-1944), guerre de Laponie (1944-1945)
- Évacuation d'enfants finlandais vers d'autres pays nordiques en 1939-1940, Évacuation de la Carélie finlandaise
- Armistice de Moscou (1944), Traité de Paris (1947)
- Guerre froide (1947-1991), Traité finlando-soviétique de 1948, Finlandisation
- Seconde période de la république de Finlande (depuis 1944 à peu près)

### 1896–1920: avant l'indépendance

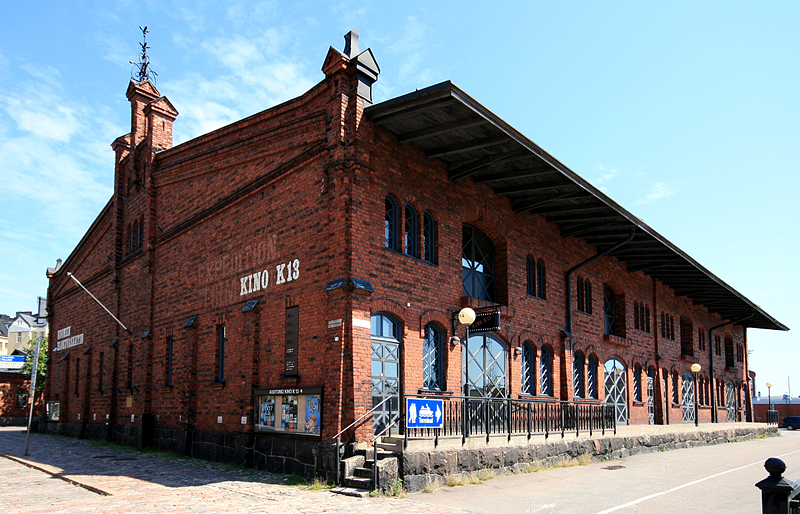
La fondation du film finlandais à Katajanokka (Helsinki).

La compagnie Lumière projette les premières images animées, à Helsinki, le 28 juin 1896, mais ce n'est qu'à partir de 1904 que les premiers films sont tournés en Finlande. L'auteur du premier film finlandais n'est pas connu. Il s'agissait du film de 1904 intitulé Novelty from Helsinki: School youth at break, mais il n'est présenté à l' American Bioscope qu'en décembre 1904. La première société cinématographique finlandaise, Atelier Apollo, est fondée en 1906 par l'ingénieur KE Ståhlberg. Il produit principalement des courts métrages documentaires, mais aussi le premier long métrage finlandais, The Moonshiners (1907). Dès le début, la production cinématographique finlandaise est centrée sur la capitale du pays, même si, à partir de 1907, une compagnie notable, Oy Maat ja Kansat, commence à produire des courts documentaires à Tampere. Le film The Moonshiners est réalisé par Teuvo Puro (fi), qui a également réalisé le premier long métrage finlandais, Sylvi (fi), d'après une pièce de Minna Canth. Le film est tourné en 1911 avec deux autres adaptations littéraires complètes, mais il n'est présenté pour la première fois qu'en 1913. Les cinéastes n'avaient pas assez d'argent pour envoyer leurs films au laboratoire le plus proche, à Copenhague, ce qui fait que de nombreuses pellicules n'ont pas été développées et deux films sur trois ont été abîmés.
Les années qui suivent, Sylvi voient naître la première société active de long métrage, Lyyra-Filmi de Hjalmar V. Pohjanheimo (fi), qui produit à la fois de courtes comédies et des films d'art. En 1916, Erik Estlander (fi) tente également de créer une entreprise cinématographique à plus grande échelle, en construisant un studio avec des murs et un toit en verre à Helsinki. À la fin de la même année, les autorités russes interdisent toute activité de tournage en Finlande, donc l'activité est interrompue jusqu'à l'indépendance du pays, en 1917.
L'industrie cinématographique finlandaise des deux premières décennies du XXe siècle n' a jamais été aussi créative ni productive que celles de ses voisins scandinaves, la Suède et le Danemark. De plus, la plupart des séquences filmées avant l'indépendance ont été perdues et il ne reste plus que treize minutes du film Sylvi.

### 1920–1930: les années muettes

#### Suomi-Filmi

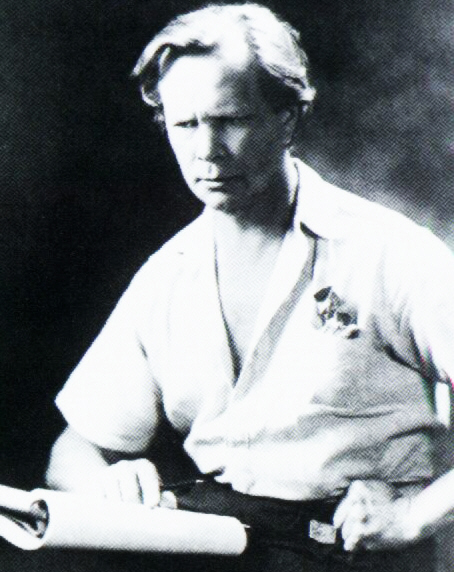
Erkki Karu pionnier du cinéma finlandais.

Ce n'est que dans les années 1920, que la production cinématographique finlandaise commence, grâce au succès de la société Suomi-Filmi (en), fondée en 1919 sous le nom de Suomen Filmikuvaamo, et de son créateur Erkki Karu (1887-1935). Il réalise également les films les plus importants de l'époque et est la figure de proue du cinéma finlandais avant sa mort prématurée en 1935. Son film The Village Shoemakers (1923) est le chef-d'œuvre silencieux incontournable, une comédie folklorique fraîchement racontée d'après la pièce d'Aleksis Kivi. Parmi les autres films remarquables de Karu, The Logroller's Bride (1923), ainsi que le premier film finlandais largement distribué à l'étranger, When Father Has Toothache (1923), une comédie courte et surréaliste, et Our Boys (1929), précurseur patriotique de nombreuses comédies militaires.
Le public du pays agricole est touché par les thèmes ruraux de Suomi-Film. Traiter des sujets de la campagne nationale profonde reste la politique de l'entreprise durant la période silencieuse. Parfois, il y a quelques tentatives pour faire des films plus urbains, ou plus européens comme dans Summery Fairytale (1925), mais le public ne s'y intéresse pas.
Teuvo Puro est un autre réalisateur important de Suomi-Filmi. Il a réalisé le premier long métrage de la compagnie, Olli's Years of Apprenticeship (1920), et l'un des rares films d'horreur finlandais, Evil Spells (1927). Une curiosité intéressante des deux dernières années du cinéma muet finlandais, est Carl von Haartman (en), un soldat et aventurier, qui avait travaillé comme conseiller militaire à Hollywood. Pour cette raison, il est considéré comme capable de produire des films. Ses deux drames d'espionnage de qualité supérieure, The Supreme Victory (1929) et Mirage (1930), sont passables, et ils n'attirent pas le public.

#### Les autres entreprises
Suomi-Filmi dominait fortement la production cinématographique finlandaise, dans les années 1920. La société a produit 23 des 37 longs métrages réalisés entre 1919 et 1930. D'autres compagnies, qui apparaissaient de temps en temps, semblaient disparaître du chemin de Suomi-Filmi et d'Erkki Karu après avoir produit un ou deux films. La plus importante de ces autres sociétés de production est apparue dans la seconde moitié de la décennie.
Le cinéaste allemand Kurt Jäger quitte Suomi-Filmi et fonde sa propre entreprise Komedia-Filmi. Elle est liée à une fiducie cinématographique mondiale (Ufanamet), qui à l'époque possédait la plus grande partie de la distribution cinématographique finlandaise, ce qui représentait une grande menace pour Suomi-Filmi. Suomi-Filmi se défend avec des valeurs nationales, accusant Komedia-Filmi et Ufanamet d'être des envahisseurs étrangers. Heureusement pour Suomi-Filmi, les deux sociétés s'avèrent sans réussite. Komedia-Filmi ne fait que deux films, dont le dernier, On the Highway of Life (1927, réalisé par Jäger et Ragnar Hartwall) est une tentative intéressante de faire une comédie moderne.
L'année 1929 voit la sortie des deux premiers films produits par une société mineure Fennica, réalisés par Valentin Vaala, qui n'est pas encore l'un des plus grands réalisateurs des années d'or du cinéma finlandais. Lorsqu'il commence à faire le premier de ces films, Dark Eyes, il n'a que 17 ans, et son acteur principal Theodor Antonius Tugai, qui devient plus tard Teuvo Tulio, n'a lui que 14 ans. Ce film et son adaptation immédiate The Gypsy Charmer sont d'un nouveau genre, des drames passionnés, aux influences clairement orientales. Malheureusement, seul ce dernier est conservé : les cinéastes ont détruit le seul négatif de Dark Eyes en le jetant à la mer, car ils pensaient que l'adaptation était de loin supérieure.
Il y a aussi des entreprises qui produisent des films en dehors de la capitale, mais ceux-ci, réalisés à Vyborg et Oulu, sont trop primitifs pour être présentés en avant-première à Helsinki. No Tears at the Fair (1927) et The Man of Snowbound Forests (1928), deux films aujourd'hui perdus produits à Tampere par Aquila-Suomi et réalisés par Uuno Eskola, sont les meilleurs tentatives, du moins d'après leurs contemporains. Il ne restait plus de production, permanente à Tampere, mais l'un des producteurs d'Aquila, le peintre Kalle Kaarna, s’avère être un réalisateur doué en tant que tel. Son premier film, With the Blade of a Sword (1928), est audacieusement annoncé comme une histoire neutre sur la douloureuse de la guerre civile de 1918, et son deuxième film, A Song about the Heroism of Labour (1929), introduit un nouveau genre de héros prolétarien dans le public. Malheureusement, ces films ont aussi disparu.

### 1931-1933: L'avènement du son
Les premières expériences sonores sont faites par Lahyn-Filmi, une compagnie provinciale de Turku. Le premier long métrage sonore, avec chanson et paroles, est Say It in Finnish (1931), réalisé par Yrjö Nyberg (plus tard Norta). Ce film perdu est plus une collection de numéros de revues musicales qu'un long métrage.
La même année, Suomi-Filmi transforme sa production de films muets en films sonores. Le premier film finlandais, avec une bande originale, est Dressed Like Adam and a Bit Like Eve Too (1931) de la compagnie, inspiré d'une pièce populaire d'Agapetus (pseudonyme de Yrjö Soini (en)). Il n' y a que de la musique et quelques effets sonores sur la bande-son, et le premier vrai film sonore de la compagnie est The Lumberjack's Bride (1931) de Karu, un autre drame rural.
Risto Orko (en) (1899-2001) et Toivo Särkkä (1890-1975) sont des cinéastes finlandais à l'instar des cinéastes scandinaves inspirés par les traditions rurales et par les événements militaires et de leurs gloires nationales, et produisent des films comme le Renne blanc (Valkoinen peura, 1952) d’Erik Blomberg, Soldat inconnu (Tuntematon Sotilas, 1955) d’Edvin Laine, le Temps des moissons (Eloku, 1956) de Matti Kassila.

### 1934-1960: L'âge d'or

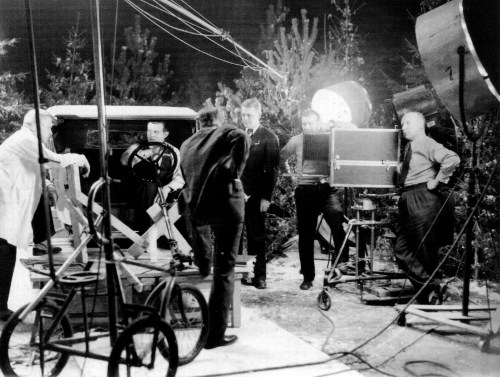
Tournage du film Vaimoke dans les studios de Suomi-Filmi (1936).

#### Le système des studios de cinéma
En 1933, Karu est renvoyé de Suomi-Filmi, sa propre compagnie. Il prend sa revanche en fondant une nouvelle enseigne Suomen Filmiteollisuus (en), qui commence à utiliser les initiales SF dans son logo. Cette compagnie a bien mieux réussi que les tentatives précédentes pour rivaliser avec Suomi-Filmi, et juste après quelques comédies réussies, dirigées par Karu, elle prend de l'ampleur comme sa rivale. À ce stade, Karu semblait être le seul à pouvoir créer des sociétés de production prospères en Finlande.
La concurrence entre les deux entreprises s’avère fructueuse. À la fin de la décennie, une vingtaine de longs métrages sont réalisés chaque année. La qualité des productions est élevée, le champ des sujets s'élargit et la popularité des films nationaux augmente. Avec ses propres stars et producteurs créatifs, l'industrie cinématographique finlandaise commence à faire penser à une miniature nationale d'Hollywood. À côté des deux grands studios, certaines plus petites réussissent aussi.
Le son donne l'envie au public de voir des films nationaux. La grande percée pour le cinéma sonore finlandais vient avec The Foreman of Siltala Farm (1934), une comédie bien enregistrée de Suomi-Filmi, qui a été vue par plus de 900 000 téléspectateurs.

#### Suomi-Filmi

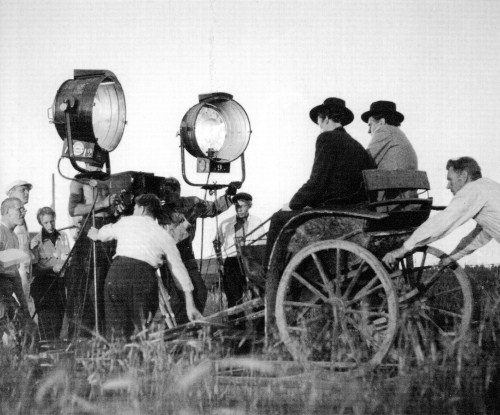
Tournage du film Loviisa en été 1946.

À la suite de son renvoi Erkki Karu est immédiatement remplacé par Risto Orko (en) à la tête de l'entreprise, un poste qu'il a occupé jusqu'aux années 1990, bien que cela ait été longtemps après l'arrêt de la production cinématographique. Orko avait dirigé The Foreman of Siltala Farm et il retourne à d'autres réalisations, notamment avec deux drames historiques et patriotiques à la fin de la décennie : Soldier's Bride (1938) et Activists (1939). La plupart de ses films en tant que réalisateur sont oubliés.
Le réalisateur le plus important de Suomi-Filmi est Valentin Vaala, qui connait une période créative époustouflante, à la fin des années 1930. Après les années silencieuses, Vaala avait réalisé trois autres films pour sa première compagnie Fennica. Quand il commence le quatrième, l'entreprise fait faillite. Il est embauché par Suomi-Filmi, et bien que son premier film Everybody's Love (1935) soit une comédie modeste, celui-ci est très populaire et le plus important c'est qu'il présente deux des stars les plus aimées du public : Ansa Ikonen et Tauno Palo.
Les derniers films de Vaala, chez Fennica sont des comédies urbaines, genre qu'il a beaucoup développé dans son nouveau studio avec ses deux films légers, Substitute Wife et Substitute Man (tous les deux de 1936). Hulda of Juurakko (1937) est une tentative beaucoup plus sérieuse dans le même domaine : une histoire sociale d'une paysanne qui arrive dans la grande ville et qui est inévitablement confrontée aux problèmes d'inégalité entre les sexes. Le film et son sujet sont accueillis avec beaucoup d'enthousiasme par le public. Vaala est aussi un maître dans les sujets ruraux et les mélodrames romantiques. En 1938, il réalise le premier et le meilleur film de la série des sagas familiales agraires de Hella Wuolijoki (Women of Niskavuori).

#### SF
À sa mort, prématurée en 1935, Erkki Karu, est remplacé à la tête de l'entreprise par Toivo Särkkä, qui dirige Suomen Filmiteollisuus (fi) (SF) jusqu'à sa faillite en 1965. Särkkä est le producteur et le réalisateur le plus prolifique que le cinéma finlandais ait jamais vu : il a produit plus de 200 longs métrages, dont 51 qu'il a réalisés. Avec Yrjö Norta (en), il réalise la plupart des films de la compagnie dans les années 1930, dont le drame religieux As Dream and Shadow... (1937) et le film historique patriotique Manifest (1939). La production de Särkkä et Norta comprend des comédies folkloriques très populaires comme Lapatossu (1937) - avec l'acteur de comédie, très aimé, Aku Korhonen (en) et The Regiment's Trouble Boy (1938), modèle du genre de la comédie militaire finlandaise.

#### Les autres compagnies
Avec Suomi-Filmi et SF, quelques entreprises ont produit certains des films durant l'âge d'or du cinéma finlandais. Avec les films de Vaala, ces pauvres productions locales sont les films les plus fascinants des années 1930.

### La nouvelle vague de 1960 à 1980

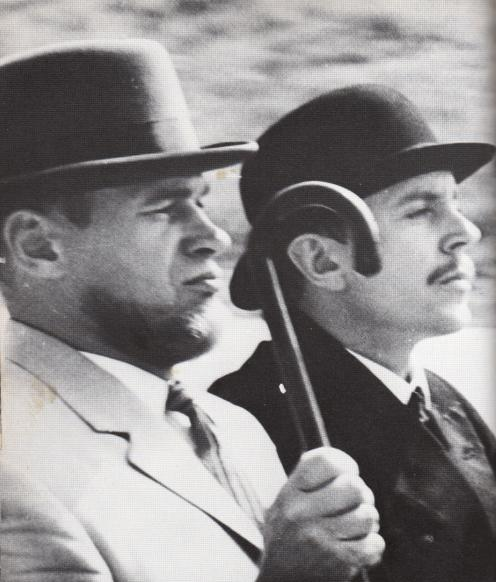
Spede Pasanen et Jaakko Pakkasvirta en 1964.

Une nouvelle génération de cinéastes est impatiente de prendre le relais car les anciennes sociétés de production, telles que Suomi-Filmi et SF, s'effondrent.
La Nouvelle Vague des années 1960 est incarnée par Risto Jarva avec le Jeu de la chance (Onnenpeli, 1965). Il développe un réalisme social Työmiehen päiväkirja (en) (1967) puis plus tard les comédies Loma (1976) et L'Année du lièvre (Jäniksen vuosi) (1977). Maunu Kurkvaara réalise Yksityisalueen 1962 et une partie du film 4x4 en 1965. Mikko Niskanen relance sa carrière, en 1962, avec la comédie Pojat (fi) et l'acteur, encore inconnu, Vesa-Matti Loiri. Niskanen rejoint la nouvelle vague avec Amour libre (Käpy selän alla) (1966) et Une jeune fille finlandaise (Lapualaismorsian) (1967). Les années 1960 ont également marqué l'essor du nouveau style de la comédie finlandaise, avec Spede Pasanen, et ses films X-Paroni (fi), Noin 7 veljestä (fi) et Näköradiomiehen ihmeelliset siekailut (fi). Rauni Mollberg adapte à l'écran, assez magiquement, les romans lapons de Timo Mukka : La Terre de nos ancêtres (Maa on syntinen laulu) (1973) et Milka : Un film sur les tabous (1980). Plus tard, il faut citer les films de Jörn Donner (Noir sur blanc (Mustaa valkoisella, 1968) ; Les hommes ne peuvent pas être violés (Män kan inte valdtas, 1978).

### L'ère Kaurismäki des années 1980
La dernière génération des cinéastes dévie des références traditionnelles et connaît un regain d'intérêt à l’étranger grâce aux films des frères Aki et Mika Kaurismäki depuis les années 1980.
La vieille garde de la génération cinématographique précédente est symboliquement jetée du trône, au début des années 1980, par une coproduction finno-soviétique, Tulitikkuja lainaamassa, suivie de Tääältä tullaan, de Tapio Suominen. Edvin Laine et Mikko Niskanen font leurs derniers films et la décennie est marquée par près de 30 débuts de réalisateurs, dont des films de Mika et Aki Kaurismäki (Le Syndrome du lac Saimaa (en) (Saimaa-Ilmiö, 1981), Markku Lehmuskallio, Pirjo Honkasalo, Taavi Kassila, Janne Kuusi (fi), Matti Kuortti, Matti Ijäs (fi), Olli Soinio, Lauri Törhönen, Claes Olsson, Veikko Aaltonen et Pekka Parikka.
Valehtelija (1981) et Arvottomat (fi) (1982), réalisés par Mika Kaurismäki et écrits par Aki Kaurismäki, rompent le statu quo de l'industrie cinématographique finlandaise en ramenant la créativité et la production à petite échelle. Mika se lance dans une carrière plus traditionnelle avec Klaani (1984), Rosso (1985) et Helsinki-Napoli (1987). Aki a pris moins de détours dans le style et le thème, et ses films sont connus pour leur communication non-verbale minimaliste et la livraison de dialogues impassibles. Bien qu'Aki soit surtout connu pour la trilogie finlandaise Au loin s'en vont les nuages (1996), L'Homme sans passé (2002) et Les Lumières du faubourg (2006), son travail comprend également des comédies comme Leningrad Cowboys Go America (1989) et Les Leningrad Cowboys rencontrent Moïse (1994). Les années 1990, sont aussi couronnées par Aaltonen auteur de trois films remarquables de cette décennie : The Prodigal Son, en 1992, Pater Noster (1993), et Kiss Me in the Rain (1999).

### Des années 1990 à aujourd'hui
Le début des années 1990 n'était pas très bon pour l'industrie cinématographique finlandaise, car l'économie nationale est en fort déclin. Le financement du cinéma n'est pas une priorité pour la fondation du film finlandais, soutenue par le gouvernement, qui est responsable de la majorité du financement du cinéma en Finlande. Heureusement, la situation bascule complètement en 1999, lorsque près de 30 films nationaux sont présentés en avant-première. Poika ja ilves, Häjyt (fi) et Kulkuri ja joutsen (fi) accueillent plus de 200 000 spectateurs chacun et ils contribuent à ramener la popularité des films nationaux au même niveau que dix ans plus tôt. En 2011, la Finlande a produit 31 films dont 24 longs métrages et 7 documentaires.
En 2016, les trois films les plus regardés en Finlande étaient tous des films familiaux finlandais : Risto Räppääjä (fi) (2016), Angry Birds, le film et Kanelia kainaloon, Tatu ja Patu!.

## Chiffres
En 2015, la Finlande compte 177 salles de cinémas. Les principaux distributeurs sont SF Film Finland (en) (31 %), The Walt Disney Company (24 %) et Finnkino (16 %).
Production de films[Quand ?] :
- Fiction : 26 (61,9 %)
- Animation : 2 (4,8 %)
- Documentaires : 14 (33,3 %)

En 2011, le nombre total d'entrées est de 7 144 447, dont 1 230 102 entrées pour les films nationaux (soit 17,2 %).

### Listes et catégories
- (en) Films A-Z
- (en) Films (chronologie)
- (en) Réalisateurs
- (en) Scénaristes
- (en) Compositeurs
- (en) Acteurs

- Liste des films finlandais des années 1920 (fi)
- Liste des films finlandais des années 1930 (fi)
- Liste des films finlandais des années 1940 (fi)
- Liste des films finlandais des années 1950 (fi)
- Liste de films finlandais sortis dans les années 1960
- Liste des films finlandais des années 1980 (fi)
- Liste des films finlandais des années 1990 (fi)
- Liste des films finlandais des années 2000 (fi)
- Liste des films finlandais des années 2010